# Ernst Gudenus
Ernst Gudenus, auch Ernst von Gudenus, Ernst Freiherr von Gudenus und Ernst Reichsfreiherr von Gudenus (* 8. September 1833 in Horn; † 28. Oktober 1914 in Graz) war Kämmerer, Gutsbesitzer und Abgeordneter zum Österreichischen Abgeordnetenhaus.

## Leben
Ernst Freiherr von Gudenus war Sohn des Herrschaftsbesitzers Gordian Freiherr von Gudenus (1798–1894). Ab 1843 besuchte er das Akademische Gymnasium in Graz. Von 1852 bis 1853 studierte er Rechtswissenschaft an der Universität Leuven in Belgien, danach von 1854 bis 1856 an der Universität Wien. Er arbeitete bis 1861 im Staatsdienst, zuletzt als Statthalterei-Konzipist in Ofen (seit 1872 Budapest). Nach dem Tod seines Vaters im Jahr 1894 war er Besitzer der Herrschaft Thannhausen im Bezirk Weiz in der Steiermark.
Ernst Freiherr von Gudenus war von 1870 bis 1890 Mitglied im steiermärkischen Landtag (III., IV., V., VI. und VII. Wahlperiode).
Ernst Freiherr von Gudenus war römisch-katholisch und ab 1866 verheiratet mit Anna Maria Gräfin Schönborn (1845–1909), mit der er 3 Söhne und 4 Töchter hatte. Er war Schwiegersohn von Erwein Damian Hugo von Schönborn (1812–1881) und Schwager von Anton von Brandis (1832–1907), dem Mann seiner einzigen Schwester Theresia Sophia. Weiters war er Schwager von Karl von Schönborn (1840–1908), dem Bruder seiner Ehefrau.

## Politische Funktionen
Ernst Freiherr von Gudenus war (mit einer kurzen Unterbrechung) von 1870 bis 1879 Abgeordneter des Abgeordnetenhauses im Reichsrat (III., IV. und V. Legislaturperiode).
In der III. und IV. Legislaturperiode war er im Kronland Steiermark für die Wählerklasse Landgemeinden in der Steiermark (Graz, Frohnleiten, Weiz, Gleisdorf, Birkfeld, Hartberg, Vorau, Friedberg, Pöllau, Feldbach, Fehring, Fürstenfeld, Kirchbach, Radkersburg, Mureck, Leibnitz, Wildon, Eibiswald, Arnfels, Stainz, Voitsberg, Deutschlandsberg) zuständig.
In der V. Legislaturperiode repräsentierte er für Steiermark die Landgemeinden 4 (Hartberg, Friedberg, Vorau, Pöllau, Weiz, Birkfeld, Gleisdorf) im Abgeordnetenhaus.
In der 60. Sitzung am 15. Februar 1873 erlosch sein Mandat im Abgeordnetenhaus, weil er weder erschienen ist, noch seine Abwesenheit gerechtfertigt hat. Im gleichen Jahr 1873 gelang ihm aber bei der ersten Direktwahl der Wiedereinzug.

## Klubmitgliedschaften
Ernst Freiherr von Gudenus gehörte ab 1873 dem Klub des rechten Zentrums (katholisch-konservativ) an.